# Таня Гроттер (персонаж)

Таня Гроттер — главный персонаж одноимённой серии книг писателя Дмитрия Емца. Ученица, а затем и маг-аспирант школы магии Тибидохс. Светлая волшебница (как и её отец). Одна из игроков сборной школы, а позже и сборной мира, в драконбол — популярную среди волшебников игру. (В игре 5 мячей, воротами служат драконы, каждый мяч обладает определённым свойством и стоит определённое кол-во очков)

## История создания
В своём интервью писатель признаётся, что во многом образ Тани Гроттер был не случайным. Выбор именно женского персонажа в качестве главной героини автор обуславливает тем, что в русском фольклоре женщины всегда более деятельны, чем мужчины. Инициалы героини — «ТГ» — были взяты автором в честь своей матери — Татьяны Георгиевны.

## Общие сведения
Таня Гроттер родилась 25 января 1988 года в таёжной глуши. Её родители — Леопольд и София Гроттер — были белыми магами. Таня обладает спортивным телосложением и смуглым цветом кожи, у неё пышные рыжие кудрявые волосы. Рост 1,73 м. На носу у Тани была небольшая родинка, впоследствии оказавшаяся талисманом Четырёх Стихий.
Училась в школе для трудновоспитуемых волшебников Тибидохс на отделении для светлых магов (один раз была переведена на Тёмное отделение в качестве наказания, позднее была переведена обратно на Белое). Была одним из игроков сборной Тибидохса, а позже и сборной мира по драконболу. Творит заклинания с помощью доставшегося ей в наследство магического перстня, обладающего голосом, характером и памятью Таниного дедушки — Феофила Гроттера. Лучшие друзья Тани — Баб Ягун и Ванька Валялкин (в последнего Таня влюблена). В ходе истории её приключений за Таней ухаживали также Гурий Пуппер (один из талантливейших игроков в драконбол), ученик английской школы магии Магфорд, некромаг Глеб Бейбарсов, а также Ург, которого Таня встретила в параллельном мире («Таня Гроттер и ботинки кентавра»).

## Биография
Таня Гроттер родилась в таёжной глуши. Когда ей был лишь год, её семью нашла злая колдунья Чума-дель-Торт, желавшая заполучить талисман Четырёх Стихий, изобретение отца девочки. Волшебница сумела убить родителей героини, но насланное на Таню смертоносное дыхание отразилось и погубило саму Чуму-дель-Торт, а знаменитого скорпиона смерти, от жала которого погибло немало могущественных волшебников, малышка просто раздавила. С тех пор судьбы Чумы и Тани переплелись: они стали тёмным и светлым отражениями друг друга.
Оставшаяся без родителей Таня была переправлена академиком Сарданапалом, директором школы Тибидохс, к своим родственникам Дурневым в Москву в футляре от контрабаса. Нашедшие её на пороге квартиры Герман и Нинель Дурневы прочитали статью в газете, где говорилось, что археологи Леопольд и Софья Гроттер погибли в лавине в горах Тянь-Шаня, и после них осталась маленькая дочь. Чтобы репутация «самого доброго депутата» не пострадала, его семье пришлось взять Таню на воспитание.
Таня жила у Дурневых, живя на лоджии их квартиры, терпя издевки и выполняя всю работу по дому. Но когда ей исполнилось десять лет, на летающей кровати прилетел Баб-Ягун — ученик школы для трудновоспитуемых магов Тибидохс. Он передал девочке перстень её отца, обладающий скрипучим голосом и вздорным характером Феофила Гроттера, её деда. Вскоре Таня улетела в школу.
После поступления в школу Тибидохс Таня начала учиться магии, летать на магическом контрабасе своего деда Феофила Гроттера, который появился у неё ещё в мире лопухоидов (не волшебников), и играть в драконбол — популярную среди волшебников игру. Несколько раз её пыталась погубить Чума-дель-Торт, но у неё ничего не вышло. За всё время в школе героиня не раз ввязывалась в различные приключения, из которых всегда выходила победительницей.
Окончив школу, Таня продолжила учёбу в магспирантуре (магической аспирантуре), но несмотря на фантастические перспективы, не закончила её, а предпочла поселиться в лесах Западной Сибири вместе со своим возлюбленным, Ванькой Валялкиным, за которого и вышла замуж. Впоследствии стала вместе с супругом лечить магических зверей. Родила двух мальчиков.

## Интересные факты о Тане Гроттер
1. Её отец был великим изобретателем и драконболистом.
2. В книге «Таня Гроттер и Болтливый сфинкс» упоминается, что среди её предков были могущественные тёмные маги.
3. Перстень (Феофил Гроттер) очень привержен к латинским выражениям.
4. Таня — единственная, кто не имеет двойника в параллельном мире в книге «Таня Гроттер и ботинки кентавра».
5. Может выбросить из перстня тройную красную искру.
6. Обожает драконбол и является лучшим игроком сборной Тибидохса.
7. Танина родинка оказалась впоследствии Талисманом Четырёх Стихий.
8. Группа крови у Тани — вторая отрицательная («ТГ и посох волхвов»).
9. Чума-дель-Торт в молодости была похожа на Таню как две капли воды. Именно поэтому она пыталась заполучить её тело.

## Схожесть сГарри Поттером
Голландский суд обнаружил следующие схожие факты между Гарри Поттером и Таней Гроттер:
| Гарри Поттер | Таня Гроттер |
| --- | --- |
| Родители Гарри были убиты злым волшебником Волан-де-Мортом.                                                                 | Родители Тани были убиты злой ведьмой Чумой-дель-Торт.                                                                      |
| Он считает, что они погибли в автомобильной аварии.                                                                         | Она считает, что отец сидит в тюрьме, а мать умерла, побираясь на вокзале                                                   |
| У него есть странный шрам на лбу.                                                                                           | У неё есть странная родинка на носу.                                                                                        |
| Он был оставлен на пороге дома своих дяди и тёти Вернона и Петуньи Дурсль.                                                  | Она была оставлена на пороге дома своих дяди и тёти Германа и Нинель Дурневых (они двоюродные родственники, а не родные).   |
| Они плохо обращались с ним, превознося своего сына Даддерса (Дадли).                                                        | Они плохо обращались с ней, превознося свою дочь Пенелопу (Пипу).                                                           |
| Когда ему исполнилось 11, он был приглашен в Хогвартс, школу для волшебников. До этого он не знал о своих способностях.     | Когда ей исполнилось 10, она была приглашена в Тибидохс, школу для волшебников. До этого она не знала о своих способностях. |
| Удалённый Хогвартс может быть достигнут при телепортации, перелёте, поездке на поезде отправляющемся с секретной платформы. | Удалённый Тибидохс может быть достигнут только при телепортации или перелёте.                                               |
| У него появляются двое лучших друзей Рон и Гермиона.                                                                        | У неё появляются двое лучших друзей Ягун и Ванька Валялкин, в последнего она влюблена.                                      |
| Он становится замечательным игроком в квиддич, участвует в котором, летая на метле.                                         | Она становится замечательным игроком в драконбол, участвует в котором, летая на контрабасе.                                 |

Вместе с тем, критики отмечают и немало отличий (не считая пола и национальности) между героями и связанными книжными сериями. Как пишет Роман Арбитман:

В книгах про Гарри нравственные акценты расставлены чётко. У Емеца … положительная Таня пакостит Дурневым в стиле коммунальной кухни («подливает в чайник воду из бачка унитаза»), негодяем в финале первой книги оказывается зубрила-«ботаник», а в Тибидохсе, в отличие от Хогвартса, под одной крышей с белыми преспокойно учат и чёрных магов, причём всяким гадостям.